# Amanda Brugel
Amanda Brugel (24 de março de 1978) é uma atriz canadense. Ela fez sua estréia como atriz no filme de drama Vendetta (1999). Isso foi seguido por papéis no filme de comédia A Diva's Christmas Carol (2000), o filme de terror slasher Jason X (2001), o filme de comédia Sex After Kids (2013), pelo qual ela ganhou um Prêmio ACTRA de Melhor Performance Feminina, o o drama satírico Maps to the Stars (2014), o filme de drama independente Room (2015), o filme de super-heróis Suicide Squad (2016), o filme de drama Kodachrome (2017) e o thriller de ação Becky (2020).
Brugel estrelou como Lynnie Jordan no Showcase novela Paradise Falls (2008), Michelle Krasnoff na Citytv série de comédia de Seed (2013-2014), Marci Coates no Espaço série de ficção científica Orphan Black (2015), Nina Gomez na CBC comédia série Kim's Convenience (2016-presente) e Rita na série dramática distópica Hulu The Handmaid's Tale (2017-presente).

## Início da vida
Brugel nasceu em Pointe-Claire, Quebec. Ela começou como dançarina, mas desistiu quando cresceu e ficou mais alta que seus parceiros. Ela entrou para o programa de teatro de renome na Universidade de York com um talento bolsa Belas Artes, e formou-se com um Bachelor of Fine Arts grau em 2000.

## Carreira
Em 1999, Brugel fez sua estréia como atriz no filme de drama da HBO Vendetta, ao lado de Christopher Walken. Em 2000, ela teve um papel em A Diva's Christmas Carol, um filme de Natal estrelado por Vanessa Williams, Rozonda Thomas e Kathy Griffin. Ela fez sua estréia no cinema como Geko no filme de terror slasher Jason X (2001) e estrelou o filme de terror para a televisão Kaw (2007).
Brugel apareceu como convidado ou papéis recorrentes em várias séries de televisão, incluindo Soul Food (2001), Wild Card (2004), Kojak (2005), Kevin Hill (2005), The Newsroom (2005), Paradise Falls (2008), MVP (2008), Saving Hope (2012), Flashpoint (2012), Nikita (2013) e Covert Affairs (2013).
Em 2013, ela recebeu elogios da crítica por seu papel como Vanessa no filme de comédia Sex After Kids. Por sua atuação, ela recebeu o Prêmio ACTRA de Melhor Performance Feminina, e uma indicação ao Prêmio Canadense de Comédia. De 2013 a 2014, ela estrelou como Michelle Krasnoff na série de comédia Citytv, Seed.
Em 2014, Brugel apareceu no drama satírico de David Cronenberg , Maps to the Stars, ao lado de Julianne Moore, e no thriller policial The Calling, ao lado de Susan Sarandon. Em 2015, ela interpretou Marci Coates em vários episódios da série de ficção científica Espacial Orphan Black. No mesmo ano, ela apareceu como oficial Parker no filme de drama independente Room, que foi indicado ao Oscar de Melhor Filme e ganhou o Canadian Screen Award de Melhor Filme.
Em 2016, ela apareceu no filme de super-heróis Suicide Squad. No mesmo ano, ela começou um papel recorrente como Pastor Nina Gomez na série de comédia da CBC Kim's Convenience, pela qual recebeu o Prêmio Canadense de Melhor Performance Convidada, Comédia. Em 2017, ela apareceu no filme de drama da Netflix, Kodachrome.
Brugel teve papéis recorrentes como Sita Petronelli na série dramática da USA Network Eyewitness (2016) e como Sonia na série de comédia da CBC Workin 'Moms (2018), pela qual foi indicada ao Canadian Screen Award de Melhor Atriz Coadjuvante, Comédia.
Desde 2017, Brugel estrelou como uma governanta chamada Rita, na série dramática distópica Hulu The Handmaid's Tale, baseada no aclamado romance de Margaret Atwood com o mesmo nome. Como parte do elenco, ela recebeu três indicações para o Screen Actors Guild Award por Melhor Desempenho por um Conjunto em uma Série Dramática.
De 2019 a 2020, Brugel teve um papel recorrente como Faith Hanlon na série dramática adolescente Dare Me da USA Network. Em 2020, ela apareceu como Eugenia em vários episódios da série de drama pós-apocalíptico da TNT Snowpiercer, que é uma adaptação do filme de mesmo nome. Também naquele ano, Brugel estrelou como Kayla no filme de suspense de ação Becky.
Em 2020, Brugel apareceu como palestrante no Canada Reads, defendendo as memórias de Samra Habib, We Have Always Been Here. Ela defendeu com sucesso o livro de memórias e venceu a competição.

## Vida pessoal
Brugel tem dois filhos de seu casamento anterior com Marcel Lewis.
Em 2013, Brugel fundou o Brugs Army, uma organização sem fins lucrativos que se concentra em melhorar a vida de mulheres e crianças.

## Filmografia

### Filme
| Ano  | Título                            | Função                          | Notas       |
| ---- | --------------------------------- | ------------------------------- | ----------- |
| 2001 | Jason X                           | Geko                            |             |
| 2002 | Jack & Ella                       | Elizabeth                       |             |
| 2004 | The Prince & Me                   | Instrutor de ioga               |             |
| 2007 | Kaw                               | Emma                            |             |
| 2009 | The Death of Alice Blue           | Amanda                          |             |
| 2013 | Sex After Kids                    | Vanessa                         |             |
| 2013 | Treading Water                    | Enfermeira                      |             |
| 2014 | Maps to the Stars                 | Estrela! Entrevistador de Canal |             |
| 2014 | The Calling                       | Oficial Vongarner               |             |
| 2015 | Room                              | Oficial Parker                  |             |
| 2016 | Suicide Squad                     | Conselho nacional de segurança  |             |
| 2016 | Sadie's Last Days on Earth        | Professor de detenção           |             |
| 2017 | Kodachrome                        | Doutora                         |             |
| 2018 | Emmy                              | Emmy                            | Filme curto |
| 2019 | Marie Celeste                     | Marie celeste                   | Filme curto |
| 2020 | Becky                             | Kayla                           |             |
| 2020 | Like a House on Fire              | Audrey                          |             |
| 2020 | The Education of Fredrick Fitzell | Evelyn                          |             |
| 2020 | Sugar Daddy                       | Nancy                           |             |